# Гоночная лига Бенилюкса

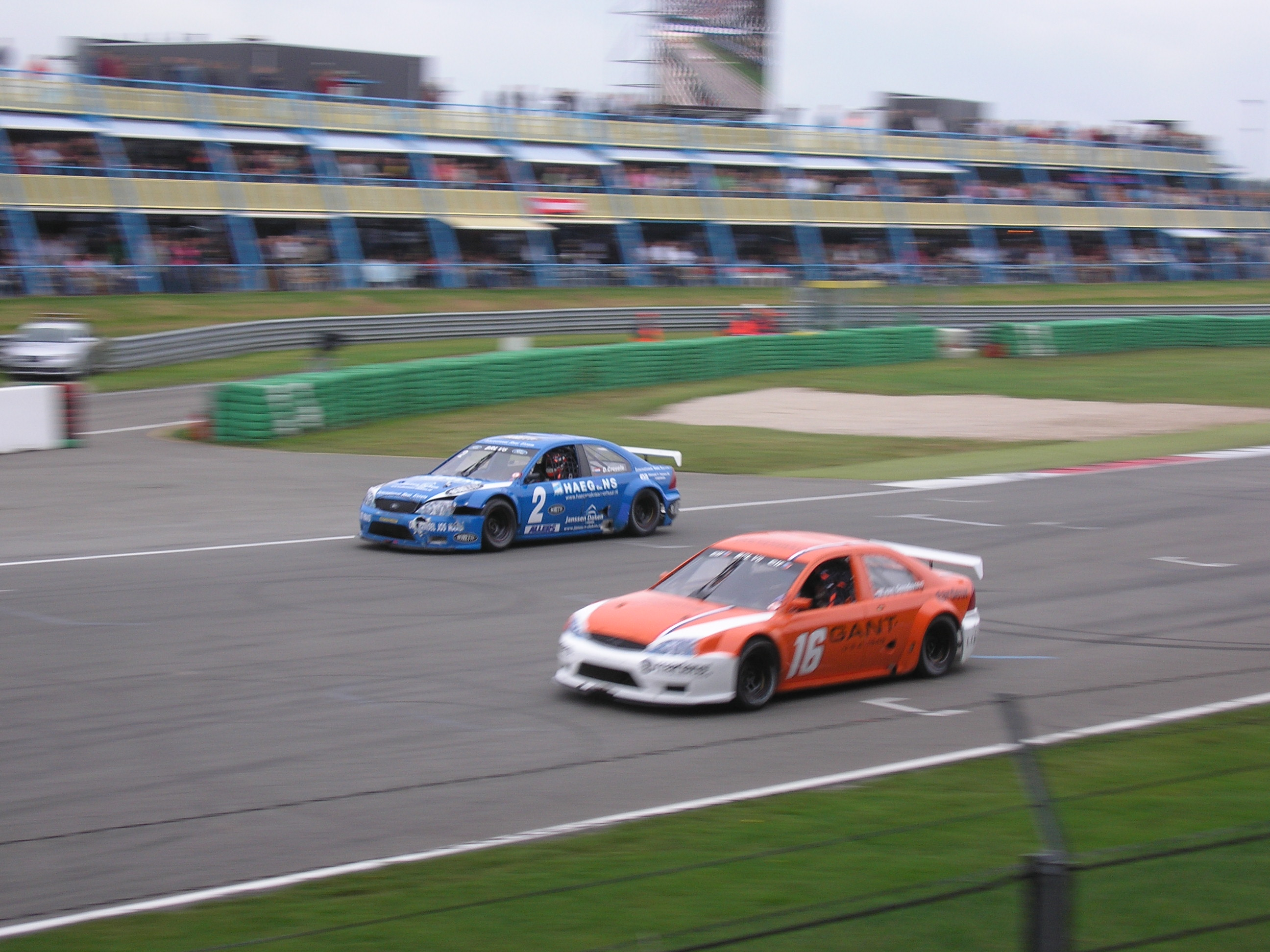
BRL V6

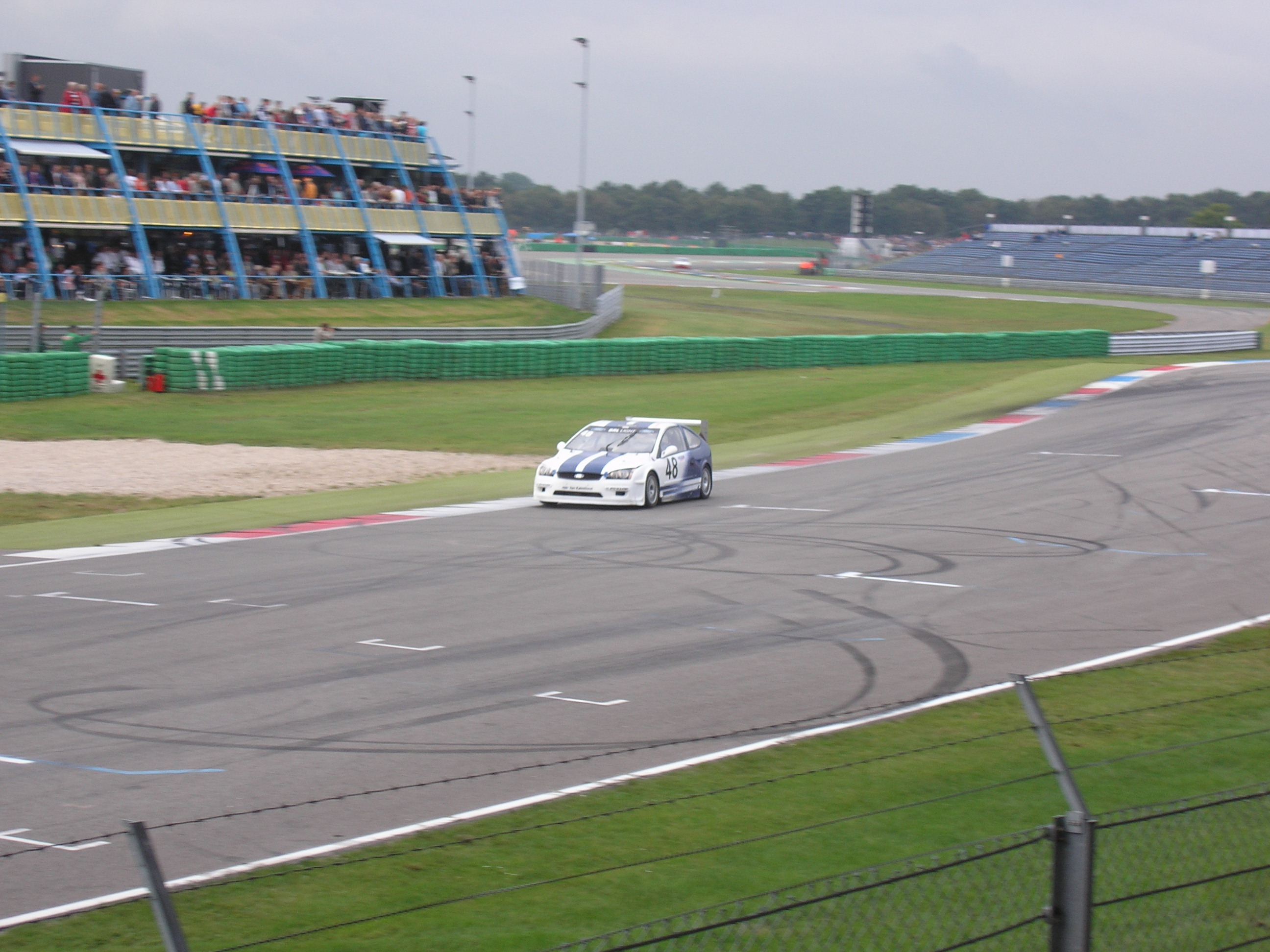
BRL Light

Benelux Racing League — гоночная серия кузовных автомобилей, организованная голландским отделением фирмы Ford, при спонсорстве ELF. Проводила гонки с 2004 г., в Нидерландах и Бельгии. Состояла из двух моноклассов силуэт-прототипов — BRL V6 и BRL Light (с 2005 г.). В 2010 г. влилась в голландский кубок суперкаров (Dutch Supercar Challenge), в качестве подкласса.

## Техника
Оба класса использовали стандартную технику — силуэт-прототипы производства Weytech Technical Assistance с двигателями Ford и заднеприводной трансмиссией. Силуэты — Mondeo и Focus, соответственно. Двигатели соответственно Ford Mondeo (V6, 4.0 л, 325 л.с., 440 Нм) и Ford Duratec (рядный 4-цилиндровый, 2,3 л, 240 л.с.). Сухая масса, соответственно, 925 и 825 кг. Тормоза дисковые Wilwood, резина (гоночный слик), несмотря на принадлежность одной серии, поставлялись двумя производителями — Hoosier для V6 и Dunlop для Light.

## Гонки
В течение уикенда проводилось по 2 25-минутные гонки. Оба класса стартовали одновременно (по 15—20 машин в каждом), очки получали первые 15 гонщиков по системе 20-17-15-13-11-10-9-8-7-6-5-4-3-2-1. 1 очко давалось также за поул-позицию и быстрейший круг. Сезон состоял из 8 этапов, включая выездной этап на Нюрбургринге, этап в Ассене, 2 этапа в Зольдере и 3 этапов в Зандворте.

## Чемпионы

### BRL V6
| Год  | Гонщик           | Команда            | Очки |
| ---- | ---------------- | ------------------ | ---- |
| 2004 | Донни Кревелс    | Weytech            | 86   |
| 2005 | Йерун Блекемолен | US Carworld Racing | 262  |
| 2006 | Сандор ван Эс    | Collé Racing       | 203  |
| 2007 | Дональд Моленаар | Collé Racing       | 206  |
| 2008 | Дональд Моленаар | Collé Racing       | 230  |
| 2009 | Дональд Моленаар | Collé Racing       | 210  |

### BRL Light
| Год  | Гонщик               | Команда              |
| ---- | -------------------- | -------------------- |
| 2005 | Marijn van Kalmthout | Van Kalmthout Racing |
| 2006 | Marijn van Kalmthout | Van Kalmthout Racing |
| 2007 | Henry Zumbrink       | -                    |

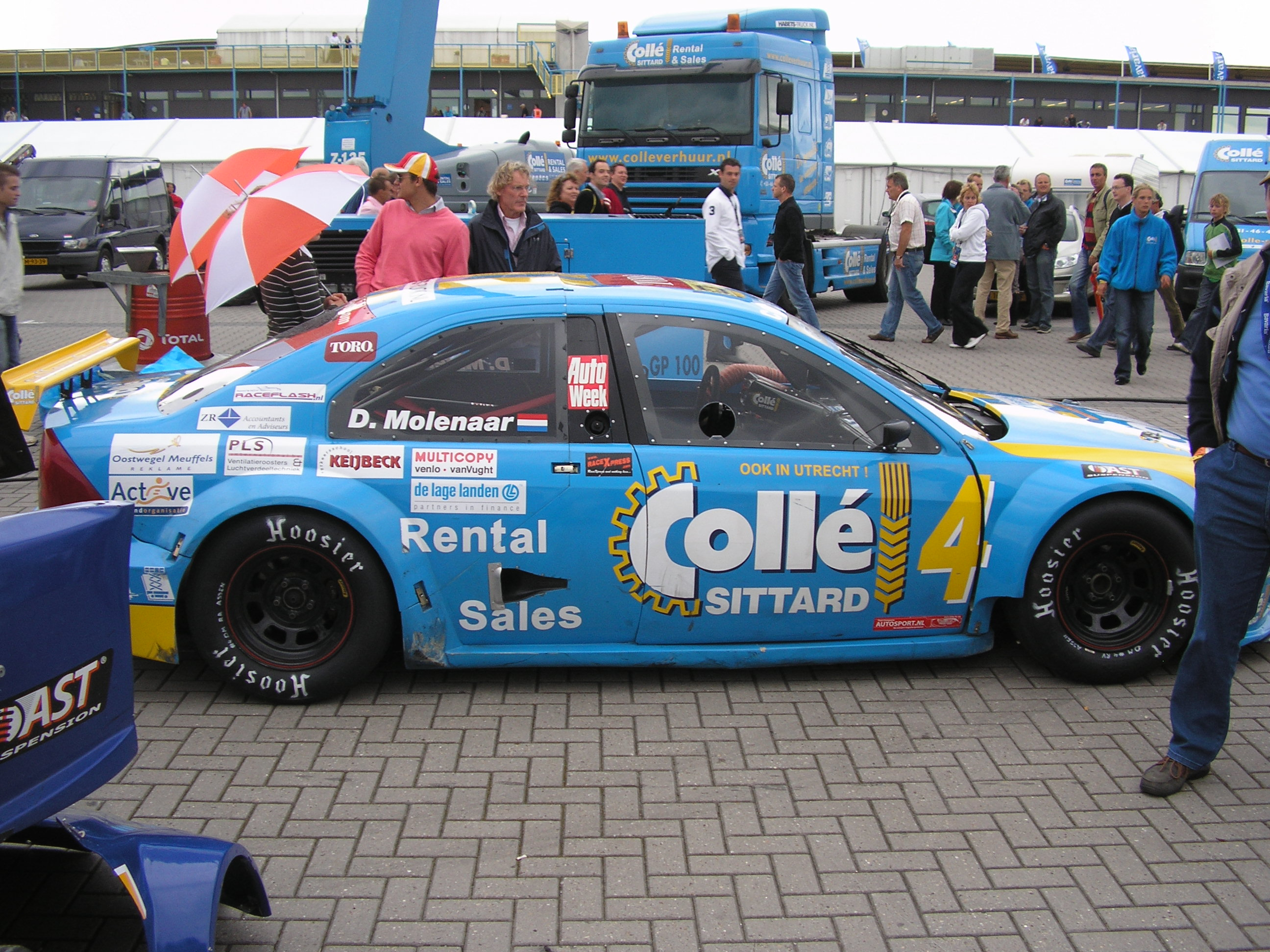
Машина Дональда Моленаара.
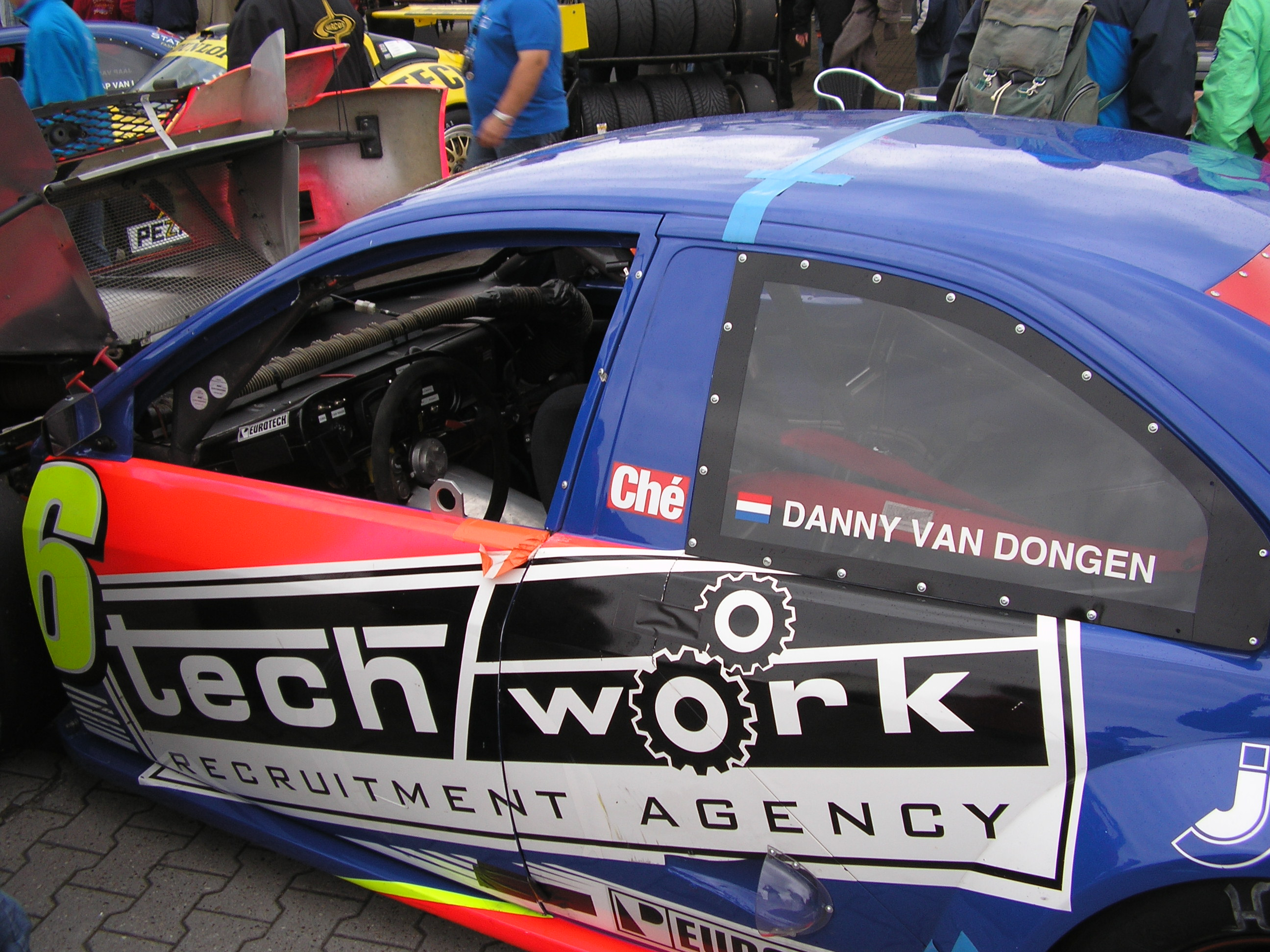
Машина Денни ван Донгенса.
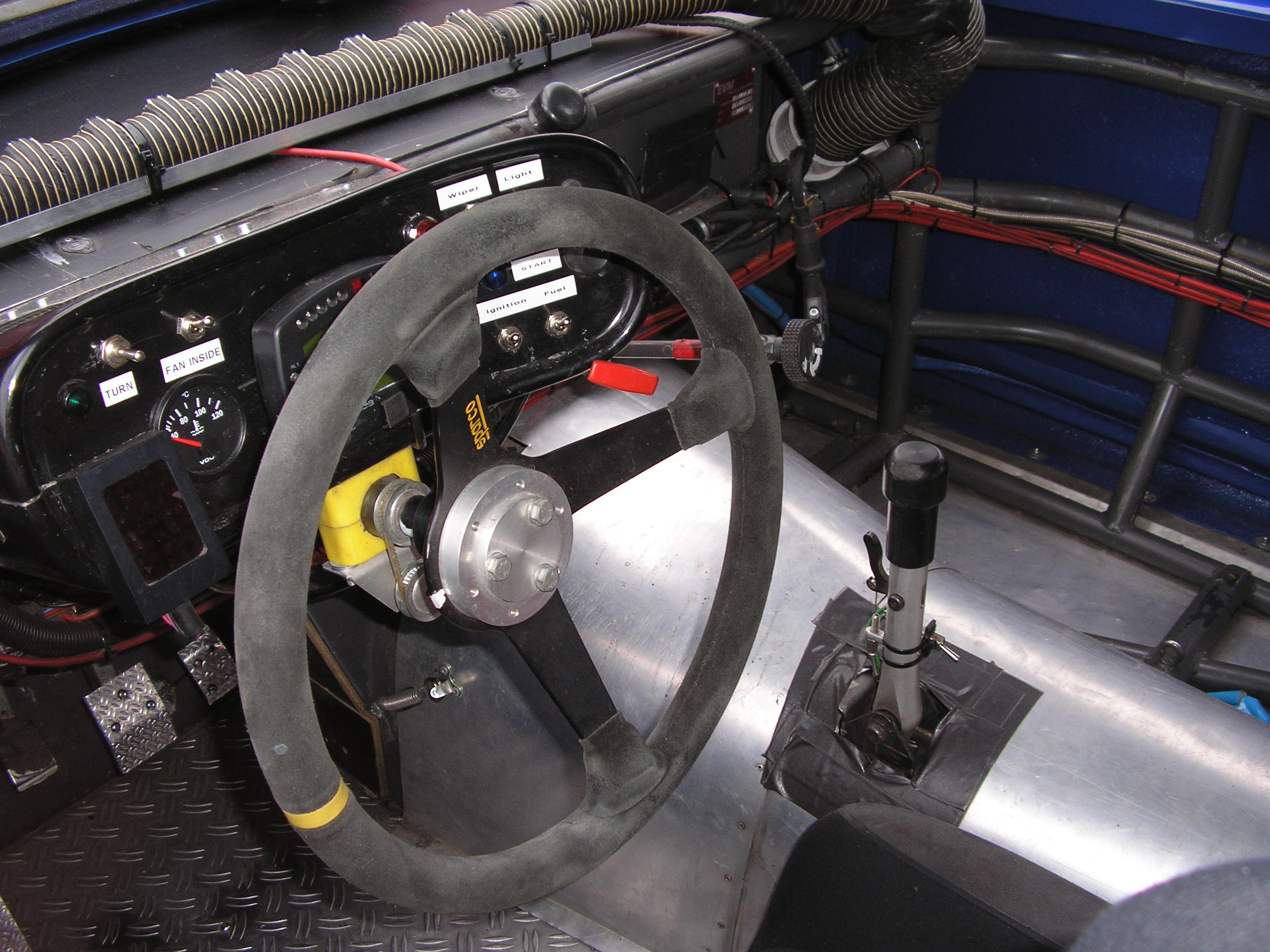
Внутри машины BRL V6.